# Собор Вознесения Девы Марии (Пула)
Собор Вознесения Пресвятой Девы Марии (хорв. Katedrala Uznesenja Blažene Djevice Marije) — католический собор в городе Пула, Хорватия. Сокафедральный собор епархии Пореч-Пула, место расположения епископской кафедры наряду с поречской Евфразиевой базиликой. Памятник архитектуры.

## История
Считается, что ранее на этом месте располагался римский храм, посвящённый Юпитеру. Первая христианская церковь на месте собора была построена в течение IV—V веков. Сначала была возведена небольшая церковь, соответствующая центральному нефу современного собора, во второй половине V века она была преобразована в трёхнефную базилику. Древний собор был богато украшен мозаиками, однако, в отличие от поречского собора, где мозаики хорошо сохранились, в соборе Пулы до наших дней дошёл лишь небольшой фрагмент оригинальной мозаики. Примерно в то же время рядом с церковью был построен баптистерий и резиденция епископа, но оба здания были снесены в XIX веке после объединения в 1828 году епархий Пулы и Пореча и перемещения епископской кафедры в Пореч.
Современное здание собора — результат нескольких расширений и перестроек церкви V века. В 1242 году собор был сильно повреждён во время пожара. Ущерб был полностью устранён к XV веку, когда здание было капитально перестроено. В то же время к собору была пристроена ризница.
В 1707 году рядом с собором была возведена отдельно стоящая колокольня. Для её строительства применялись камни из руин амфитеатра Пулы. Современный фасад в стиле классицизм был сооружён в 1712 году. Собор был сильно повреждён во время Второй мировой войны, но был восстановлен к 1947 году.